# 1988 en santé et médecine
| Années de la santé et de la médecine : 1985 - 1986 - 1987 - 1988 - 1989 - 1990 - 1991    |
| Décennies de la santé et de la médecine : 1950 - 1960 - 1970 - 1980 - 1990 - 2000 - 2010 |

Cet article présente les faits marquants de l'année 1988 en santé et médecine.

## Évènements
- 23 septembre : mise sur le marché en France de la pilule abortive de mifépristone.

- La 41e Assemblée mondiale de la santé adopte une résolution visant l'éradication de la poliomyélite dans le monde.

## Décès
- 1er février : Stephen Taylor (né en 1910), médecin, éducateur et homme politique britannique.
- 11 mars : Joseph Weill (né en 1902), médecin et résistant français.
- 10 août : Jean Brachet (né en 1909), embryologiste, biologiste et biochimiste belge.
- 12 octobre : Adélaïde Hautval (née en 1906), psychiatre française, reconnue Juste parmi les nations.